# Uloborus scutifaciens
Uloborus scutifaciens là một loài nhện trong họ Uloboridae.
Loài này thuộc chi Uloborus. Uloborus scutifaciens được miêu tả năm 1927 bởi Hingston.